# Afroedura
Az Afroedura a hüllők (Reptilia) osztályába a pikkelyes hüllők (Squamata) rendjébe, valamint a gyíkok (Sauria)  alrendjébe és a gekkófélék (Gekkonidae) családjába tartozó nem.

## Rendszerezésük
A nembe az alábbi 9 faj tartozik:
- Afroedura africana
- Afroedura amatolica
- Afroedura bogerti
- Afroedura hawequensis
- Afroedura karroica
- Afroedura nivaria
- Afroedura pondolia
- Afroedura tembulica
- Afroedura transvaalica